# Hallam Hope
Hallam Robert Hope (ur. 17 marca 1994 w Manchesterze) – angielski piłkarz występujący na pozycji napastnika w Bury, do którego jest wypożyczony z Evertonu.

## Everton
Hallam Hope został sprowadzony ze szkółki Manchester City w 2005 roku. W 2010 roku podpisał młodzieżowy kontrakt. 19 września 2013 roku podpisał nowy kontrakt, który związał go z klubem na dwa lata. 30 stycznia 2014 roku wrócił z wypożyczenia.

### Northampton Town
2 stycznia 2014 roku Hope został wypożyczony do Northampton Town na miesiąc. Dwa dni później, zadebiutował w meczu z Newport County, wygranym 2-1.

### Bury
27 marca 2014 roku został wypożyczony do Bury do końca sezony 2013/14. 26 kwietnia 2014 roku Hope ustrzelił hat-trick po raz pierwszy w swojej karierze w meczu w Portsmouth.

### Sheffield Wednesday
29 sierpnia 2014 roku Hope został wypożyczony do Sheffield Wednesday na zaplecze angielskiej ekstraklasy do 1 stycznia 2015 roku.

### Bury
11 listopada został ponownie wypożyczony do Bury do końca 2014 roku.